# Gaffa
Gaffa (estilizada como GAFFA) é uma revista mensal dinamarquesa de entretenimento, especializada em música. Situada em Aarhus, na Jutlândia Central, pertence à Gaffa A/S e teve sua primeira edição publicada em 1 de setembro de 1983, sendo posteriormente comercializada na Suécia e na Noruega. Em 1991, estabeleceu o GAFFA Awards, destinado para honrar artistas locais e internacionais mais bem-sucedidos na Europa Setentrional, realizando anualmente uma cerimônia em Copenhague.